# Prionostemma limbatum
Prionostemma limbatum is een hooiwagen uit de familie Sclerosomatidae.